# Hemishofen
Hemishofen je obec ve švýcarském kantonu Schaffhausen. Žije zde 468 obyvatel.

## Geografie
Hemishofen se nachází na východě kantonu Schaffhausen, v jeho exklávě, která do roku 1999 tvořila okres Stein. Okrajem obce protéká řeka Rýn. Obec leží na úpatí Wolkensteinerbergu, zatímco na severu se rozkládá až k vrchu Herrentisch.

## Historie

Letecký pohled (1954)

První zmínka o obci pochází z doby okolo roku 1100 pod názvem Hammingeshoven. Hemishofen dlouho patřil baronům z Hohenklingenu, kteří byli zároveň místními dvorními pány. Spolu s městečkem Stein am Rhein a obcemi Ramsen a Dörflingen byl Hemishofen v roce 1798 za Helvétské republiky přiřazen ke kantonu Schaffhausen. Do té doby patřily k Curychu.
K neštěstí v Hemishofenu došlo 17. června 1944 poblíž železničního mostu v lese „Tschungel“ - při výbuchu přišlo o život deset vojáků švýcarské armády.
Dne 20. července 1944, krátce po 10:10 hod, se letoun Consolidated B-24 Liberator amerického letectva neřízeně zřítil do oblasti Vorderer Öözebärg, úpatí Wolkensteinu, přímo na švýcarsko-německou hranici a explodoval. Letoun se vracel na svou italskou základnu z útoku na zbrojní továrny ve Friedrichshafenu. Po zásahu německou protiletadlovou palbou se uvnitř letadla vytvořily benzinové páry. Desetičlenná posádka se katapultovala z letadla mezi Kreuzlingenem a Berlingenem. Šest členů posádky se na padácích dostalo do Německa, jeden muž byl nalezen mrtvý v troskách letadla. Tři vojáci přistáli na padácích v Untersee. Přestože je obtěžoval německý hlídkový člun, podařilo se rybářům z Thurgau zachránit dva členy posádky, třetí se utopil. Dva přeživší byli až do konce války internováni ve Švýcarsku.

## Obyvatelstvo

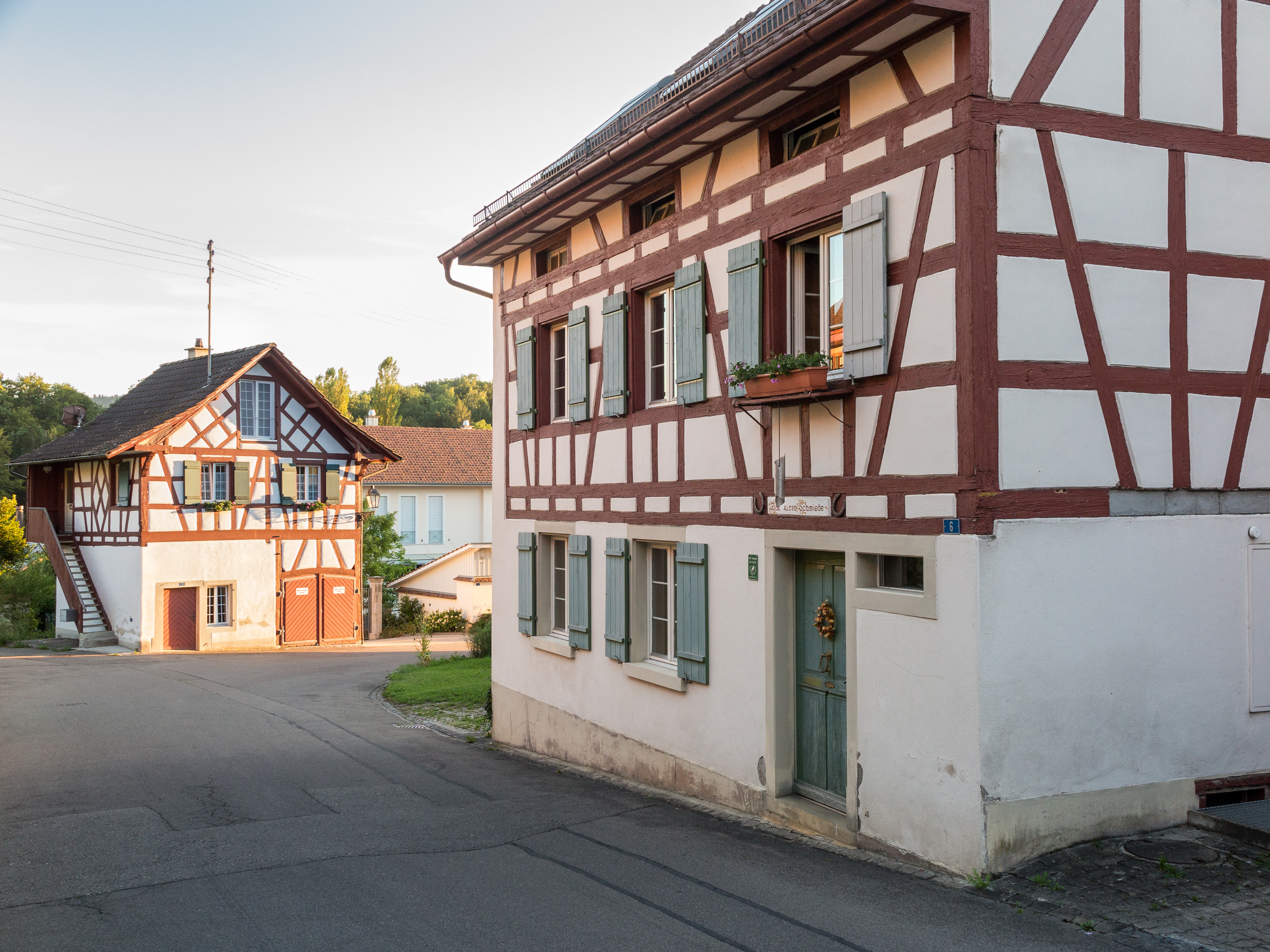
Tradiční architektura v obci

| Rok            | 1850 | 1900 | 1950 | 1970 | 2000 |
| Počet obyvatel | 327  | 376  | 307  | 271  | 377  |

## Doprava
V Hemishofenu se nachází dva mosty přes Rýn. Silniční most překlenuje hlavní silnici 332 a železniční most překlenuje muzejní železniční trať z Etzwilenu do Singenu. Osobní doprava na železniční trati z Winterthuru do Singenu, která byla otevřena v roce 1875, byla v červnu 1969 zastavena a nahrazena autobusy. V 70. letech 20. století se trať opět vrátila do provozu, ale pouze nákladní dopravy. Dnes trať využívá spolek pro zachování železniční tratě Etzwilen–Singen jako muzejní železnici a v létě na ní jezdí parní vlaky.
Napojení obce na síť veřejné dopravy zajišťují autobusy.